# ФК „Борислав - 2009“
Вижте пояснителната страница за други значения на Борислав.
„Борислав“ е футболен клуб от град Първомай, област Пловдив.
Създаден е през юни 1924 година. Играе мачовете си на градския стадион (капацитет 8000 зрители). Официален екип: бели тениски с черни или червени гащи, бели чорапи. Резервен екип: жълто-черни тениски с черни гащи, черни чорапи.

## История

### Основаване
За начало на организирания футбол в Първомай (тогава Борисовград) се смята основаването на спортното дружество „Крепост“. Учредителното събрание се провежда през пролетта на 1922 година. Hа него присъстват петнайсетина младежи на възраст между 16 и 18 години. Те решават да именуват новосформираното дружество „Крепост“ и избират за председател Спиро Андонов, Атанас Гатев става секретар, а сред останалите членове са Атанас Драгиев, Васил Папазов, Иван Политов, Тодор Желязков, Димитър Сираков, Атанас Николов (Нацата), часовникарят Таквор, който бил първият вратар на отбора и други. Футболният отбор „Крепост“ играе първия си мач в Чирпан по покана на тамошното туристическо дружество „Самодивец“, което има и футболна секция. Борисовградчани губят мача, но в историята не е останал точният резултат.
Дружество „Крепост“ просъществува до края на 1922 година. В началото на следващата то приема името „Левски“, след като е сключен договор за сътрудничество с известния по онова време едноименен пловдивски клуб.
В началото на 1924 година в града ни се сформира ново физкултурно дружество с името Борисовградски спортен клуб (БСК). Основателите му – по-възрастни граждани на Борисовград, заимстват инициалите от популярния по онова време Белградски спортен клуб, създал си авторитет със забележителни футболни успехи. Учредителите на БСК са предимно представители на тукашния елит – образовани и уважавани хора. Сред тях личат имената на Димитър Марков – известен адвокат, Димитър Господинов (Митош) – учител, Георги Георгиев Вълчев – офицер от запаса.
Между членовете на „Левски“ и БСК се зараждат дружески взаимоотношения и назрява идеята за обединение между двете формирования. Обединителното събрание се провежда през май 1924 година в градската градина. Представителите на двете дружества решават да бъде избрано ново име на обединения клуб, за да не бъде ощетена нито една от страните. Присъстващите правят редица предложения за имена като „Спортист“, „Спортна слава“, някои държат на предишното име „Левски“, но при гласуването мнозинството ги отхвърля. Тогава думата взема учителят Димитър Господинов – Митош. Той преподава математика в гимназията, но има завидни познания и по история и предлага името на новосформираното дружество да бъде „Борислав“, аргументирайки се, че то е свързано исторически с нашия край. Hа мнозинството от присъстващите, които чуват това име за първи път Димитър Господинов обяснява, че така се е наричал пълководецът на цар Иван Асен II, разбил византийската армия край село Клокотница през 1230 г. Сега на това място се издига паметник, увековечил славата на храбрия българин, чиито победи са заели достойно място в нашата национална история. След думите на учителя събранието избухва във възторг и предложението му е прието с пълно единодушие. От този ден започва съществуванието си местният клуб, който вече 90 години заема достойно своето място на футболната карта на България.
За първи председател на новото дружество е избран адвокатът Димитър Марков, а за негов заместник е определен Димитър Господинов. В ръководството влизат още Фани Матакиева – секретар, Атина Матакиева – касиер, Атанас Гатев – завеждащ спорта, Никола Дацов – завеждащ юношеския спорт и др.
Дружеството „Борислав“ започва мащабна дейност по различни направления. Сформирани са гимнастически и атлетически групи сред децата и юношите. Младежите участват с плам в спортните занимания и вечер, след приключване на тренировките, с песни и маршировка дефилират през центъра на града, с което предизвикват умиление и радост сред по-възрастните. Гражданството приема с нескрито одобрение проявите, организирани от „бориславци“ и ги подкрепя. Създават се отбори по лека атлетика. Разчупват се ледовете около доскорошни табута със сформирането на женски отбори по крокет. Образуват се театрален състав и оркестър към дружеството. За кратко време „Борислав“ се превръща в основен фактор в културния живот на града. Младите и ентусиазирани членове на дружеството кипят от идеи, които реализират с енергия и задружност, непознати в наши дни.

### Първите успехи
През есента на 1925 година по решение на БHСФ из страната се създават Окръжни спортни области, които трябва да излъчват свои първенци. Те от своя страна ще участват в турнир за определяне на националния шампион. Така Борисовград попада в Хасковската окръжна спортна област (ХОСО). Спортният клуб „Борислав“ е сред учредителите ѝ и е представен в ръководното тяло на организацията чрез Димитър Господинов, който е член на контролната комисия, и Иван Политов – в спортната комисия. Пред ръководството на ХОСО е поставена отговорната задача да организира първенство на областта.
В началото на 1926 година дружеството започва активна кампания за популяризиране на спорта в града. Кампанията се провежда от 11 до 18 април 1926 година. През първия ден е устроено безплатно „Утро“, което се провежда в салона на гимназията. През седмицата комисия от спортисти кичат с ленти гражданството, из града са разлепени възвания към учащата се младеж и се раздават листовки с напечатани подходящи лозунги. Hа 18 април на закриването на седмицата се играе мач между ученическия и представителния отбори на дружеството. От редовете, публикувани по този повод във в.“Спорт“, може да се долови истинския спортен дух, съпътстващ живота в Борисовград през онези години: „...Въобще спортният клуб „Борислав“ от града ни живее един смислен и сносен спортно-организационен живот, ползващ се с широка симпатия на гражданството, което много пъти е подкрепяло морално и материално идеите на спортното дело в града...“.
Междувременно футболният тим на „Борислав“ е започнал участието си в пролетния дял от областното първенство на ХОСО. В решителен мач за титлата „Областен първенец“ местният отбор посреща харманлийския „Урли“, който е сред най-силните в региона, на 9 май 1926 г. Първото полувреме завършва наравно 0:0, а след почивката след дъжд от голове „Борислав“ печели с 3:2. Така със спечелването на областния шампионат борисовградчани постигат първия голям успех в своята история. Hо още по-важно за клуба е предстоящото участие във финалната фаза на държавното първенство.
Забележителните спортни успехи на борисовградския клуб оказват своето влияние върху решенията на провелата се на 10 юни 1926 г. в гара Раковски конференция на ХОСО. Представени са клубовете „Левски“, „Ботев“ и „Родопец“ от Хасково, „Урли“ (Харманли) и „Борислав“ (Борисовград). Конференцията взема следните важни решения:
- Премества седалището на Хасковската окръжна спортна област в Борисовград.
- Избира за председател на ХОСО Димитър Марков, а за секретар – Димитър Господинов.

Hатоварени с отговорността да оглавят ръководството на ХОСО, борисовградчани развиват сериозна организационна дейност и в следващите няколко години създават изключително благоприятни условия за популяризирането и развитието на футбола в региона.
Hа 1 август 1926 година „Борислав“ прави своя дебют в компанията на най-силните клубове в страната. Жребият определя за негов съперник в първия кръг на финалите за държавното първенство силния бургаски тим „Левски“. След изморително пътуване борисовградските футболисти губят край морето с 1:4, но оставят добри впечатления у претенциозната бургаска публика с бойката си и вдъхновена игра. Въпреки поражението „Борислав“ записва своето име в българската футболна история и поставя началото на серия от успехи, които са изключително постижение за малкия провинциален градец.

### Земетресението през 1928 година
През април 1928 година разрушително земетресение изравнява със земята Борисовград. Футболните първенства в Пловдивска и Хасковска спортни области са прекратени. Местният спортен клуб възстановява дейността си чак през 1929 година. Загубена обаче е инерцията на постигнатите успехи и водещата роля на „Борислав“ в Хасковската спортна област. Отборите от областния град вече доминират в състезанията и печелят правото да участват в Държавното първенство.
Междувременно през 1929 година борисовградчанинът Иван Политов, който вече е заминал да живее в София и играе в тамошния „Спортклуб“, е поканен в националния отбор на България в мача му срещу състава на Гърция. Той става първият местен състезател, получил това голямо признание.
През 1934 година за председател на СК „Борислав“ е избран Атанас Гатев. Роден в заможно семейство, интелигентен и образован, Гатев участва активно в организацията и мероприятията на клуба още от създаването му. След като поема ръководството на дружеството, той се превръща в основната движеща фигура, която увлича след себе си всички любители на спорта в Борисовград. Освен енергия и време, Атанас Гатев влага в любимия си клуб и немалко финансови средства. Той остава начело на дружеството до 1946 година.

### За втори път областни първенци
Чак през 1938 година отборът на „Борислав“ възвръща водещите си позиции в региона и печели областното първенство. Седемте отбора в областта са разделени в две групи, победителите в които решават спора за първото място във финален двубой. „Борислав“ започва участието си в група Б с тежка загуба с 0:3 в Свиленград от тамошния „Левски“. В следващите срещи обаче борисовградчани не допудкат поражение и след двата мача с харманлийския „Урли“ – 4:2 у дома и 1:1 като гости оглавяват класирането.
В последния решителен двубой за първото място на 11 юни бориславци посрещат състава на „Левски“ (Свгр). В началото на мача гостите са по-активни, но срещат непробиваем защитен вал. Подкрепяни от многобройна публика борисовградските футболисти вземат инициативата в свои ръце и поведени от централния нападател Вл. Павлов обсаждат свиленградската врата. В 30-ата минута левият инсайд Тодор Димитров разнищва отбраната на гостите и открива резултата. След почивката бориславци обсипват вратата на „Левски“ с удари. В 50-ата минута лявото крило Киро Добрев, определен за герой на мача“, дриблира като на парад през цялата защита на гостите и с бомбен шут бележи втория гол за отбора си. „Борислав“ печели мача с 2:0 и застава на върха в група Б.
В група А първото място е спечелено от хасковския „България“, следван от съставите на „Левски“ (Хс), Ботев (Хс) и „Родопски сокол“ (Кърджали).
Първият финален двубой на шампионата на Хасковската спортна област между отборите на „Борислав“ и „България“ (Хасково) се играе в Борисовград. Домакините пропускат възможността да вземат преднина пред своята публика и мачът завършва наравно – 1:1.
В реванша обаче бориславци доказват по-високата си класа и изтръгват безценната победа с 1:0 насред Хасково, като с това печелят за трети път званието „Областен първенец“.
По това време е създадена Национална дивизия, в която играят най-добрите отбори от страната. Победителите от областните първенства участват в турнир на пряко елиминиране, за да излъчат отбора, получаващ право да се състезава в Националната дивизия.
Първият съперник на „Борислав“ е първенецът на Старозагорската спортна област ЖСК (СтЗ). Мачът се играе на 30 юли в Борисовград пред многохилядна публика. Домакините имат чувствително превъзходство и с лекота разбиват противника с впечатляващото 4:1.
На 6 юли борисовградчани излизат в Бургас срещу черноморския първенец „Левски“ в мач от втория кръг на турнира. Домакините играят изключително грубо и бориславци губят мача с категоричното 3:7. Ръководството на „Борислав“ подава контестация, която обаче е отхвърлена.

### За трети път сред футболния елит
През 1945 година „Борислав“ печели за трети път правото да участва във финалната фаза на Държавното първенство. В първия кръг на надпреварата жребият изпраща за съперник отново отбора на ЖСК от Стара Загора. Мачът е изключително оспорван и завършва наравно 3:3. Налага се да се изиграе втори двубой за определяне на крайния победител в сблъсъка. В реванша нашите футболисти надиграват своя противник и печелят с 1:0.
На осминафиналите срещу „Борислав“ излиза силният пловдивски отбор СП-45. Мачът се играе в Пловдив и завършва с победа 3:1 за домакините.

### Девети септември и краят на една епоха в историята на „Борислав“
След Девети септември във футбола в България настъпва хаос. Нарушават се процесите на естествено развитие на спортните дружества, изкуствено се разместват пластовете на завоюваните позиции, а регламентът за провеждане на първенствата се мени постоянно. В новото териториално деление на страната градът ни, носещ вече името Първомай, е преместен в Пловдивски окръг. Дотук завършва един романтичен период в историята на футболния клуб „Борислав“, изпълнен с много ентусиазъм и успехи, постигнати с труд и упоритост.
През 1946 година „Борислав“ е засилен да участва в Околийското първенство (Общинска група), а през следващата 1947 се състезава в Областното първенство. В края на годината е създадена Областна дивизия с 8 отбора, 5 от които са от Пловдив, а един от останалите три е първомайският. В крайното класиране „Борислав“ остава 7-и, изпреварвайки тима на „Чавдар“ (Пазарджик).
През сезона 1948/49 в Областното първенство „Борислав“ играе с отборите на „Ботев“ и „Локомотив“ от Пловдив, „Яворов“ (Чирпан), „Септември“ (Пз) и др.
Новият сезон 1949/50 започва с нова реорганизация. Създава се Б футболната група и 4 зони. „Борислав“ е включен в Маришката зона, заедно с още 7 отбора от Казанлък, Чирпан, Димитровград и Пловдив.
През 1950 година започва мащабна промяна в организацията на българския спорт. Всички спортни дружества на практика са ликвидирани, а се създават нови организации на ведомствен принцип. Така в Първомай възникват няколко нови футболни отбора – „Динамо“, „Торпедо“, „Спартак“ и др. Тези отбори се състезават в Окръжните групи без особени успехи. Експериментът с ведомствените дружества в страната просъществува до 1957 година.
Спортните хора в Първомай обаче значително по-рано стигат до извода, че градът ни няма ресурс за съществуване на толкова много отбори. Неизвестно по какъв път местните футболни функционери успяват да си извоюват правото да обединят всички отбори в един. Под името „Сборен отбор“ първомайските футболисти участват в окръжните групи до 1957 г. Тогава се създава ДФС, което приема името на най-голямата фабрика в града ни – „Партизанин“.
„Партизанин“ се класира на трето място в окръжната група през сезона 1959 г. и е включен в състава на новосформираната Югоизточна зона. Престижната компания е от 18 отбора и включва тимове като „Ботев“ (Бургас), „Канев“ (Хасково), „Миньор“ (Димитровград), „Х.Димитър“ (Сливен) и др. Първомайци стартират в шампионата доста добре, движат се около 8-ото място и на полусезона зимуват на 11-а позиция. През пролетта обаче отборът претърпява невиждан срив и се свлича до 15-ото стъпало, което води до изпадане обратно в окръжната група. В последния кръг на този злощастен сезон е записана и рекордната загуба в историята на „Борислав“ – 0:10 като гости на „Розова долина“ в Казанлък (3 юли 1960 г.). Седмица по-рано е регистрирано най-голямото домакинско поражение – 0:8 от „Ботев“ (Бургас).
За радост на привържениците на футбола в Първомай, отборът успява да се съвземе и прекарва в окръжната група само един сезон, след което отново се изкачва в зоната. През първенството 1960/61 г. нашите завършват на второ място в окръга след отбора на ВВС (Пловдив) и се завръщат в третия футболен ешелон.

### Детско-юношеската школа поставя основа за бъдещите успехи
През 1960 година в Първомай е създадена Детско-юношеска школа под прякото ръководство на БСФС. За неин ръководител е назначен Димитър Ямалиев – бивш футболист и дългогодишен треньор на представителния тим на „Партизанин“. Школата заработва на пълни обороти. Като треньор-консултант е привлечен Любомил Ангелов – Старото – бивш наставник на столичните „Локомотив“ и „Левски“, както и на националния отбор на България. За петте години, през които школата функционира, в нея се подготвят десетки млади футболисти, които по-късно са в основата на следващите успехи на отбора. Школата престава да съществува през 1965 година, когато е спряно финансирането ѝ от БСФС, а местното дружество няма достатъчно средства за издръжката ѝ.

### „Партизанин“ – стабилен участник в зона „Тракия“
Отборът на „Партизанин“ се установява трайно в третия ни футболен ешелон и се превръща в един от най-стабилните състави в зона „Тракия“. Първомайският тим е несменяем участник в групата от 1960 до 1974 година. Веднъж нашите са на крачка от Б група, но остават втори след „Марица“ (Пловдив) през сезона 1962/63 г. и след „Асеновец“ през 1971/72.
И все пак мечтата на всички любители на футбола в Първомай се сбъдва. „Партизанин“ безапелационно печели първото място в зона „Тракия“ през сезона 1973/74 г. и печели промоция в Б група, изпреварвайки отбора на „Родопа“ (Смолян). В 34-те си мача нашите записват 23 победи, 6 равенства и само 5 загуби при голова разлика 91:31. Треньорът, извел първомайския тим до този исторически успех, е пловдивчанинът Иван Занев. През този сезон нашите записват една от рекордните си победи – 10:1 срещу „Оборище“ (Панагюрище) още в първия кръг.

### Участието в Б група – връх в новата история на футбола в Първомай
„Партизанин“ (Първомай) стартира вихрено участието си в Южната Б БФГ през сезона 1974/75 г. След втория шампионатен кръг новаците в групата предизвикват фурор, заемайки първото място във временното класиране след победи над „Торпедо“ (Карлово) с 1:0 като домакини и 2:0 над „Велбъжд“ в Кюстендил. След това обаче първомайци трудно печелят домакинските си срещи, следва спад в играта им и закономерно се установяват в средата на таблицата. Особено неприятно е поражението с 0:7 в Ст. Загора от тима на „Берое“, който е безапелационен лидер в групата. Загубата подейства отрезвяващо и първомайци се вдигат и печелят две последователни победи с по 3:1 – над „Черноморец“ (Бургас) и „Асеновец“.
„Партизанин“ посреща зимната пауза на 14-о място от 20 отбора. През пролетта колебливите изяви продължават и отборът бавно се свлича до последните места в класирането. Четири кръга преди края първомайци пропускат да победят прекия си съперник за оставане в групата – „Асеновец“. Мачът е в Асеновград и завършва 0:0. Задочната битка между двата тима продължава, като кръг преди края асеновградчани записват сензационна победа в Смолян. В крайното подреждане „Партизанин“ остава под чертата на изпадащите с равни точки с „Асеновец“, но головата разлика е с 4 гола по-лоша.

### Отново в зоните
Въпреки неприятния край на предишния сезон, първомайският отбор е на крачка от завръщане в Б група през следващия – 1975/76. „Партизанин“ води люта битка с „Чепинец“ (Велинград) за първото място в групата, но губи прекия двубой с 0:1 в Първомай и позволява на съперника да се откъсне и остава на второто място.
В следващите два сезона нашите остават в подножието на върха – 4-ти и 3-ти в крайното подреждане, за да се стигне до 9-о място през 1978/79.
През 1979 година зоните са ликвидирани и следващите два сезона в Б група влизат победителите в квалификационните турнири между първенците на окръжните футболни групи. Първомайският отбор е неубедителен и остава в средата на крайното класиране.
Моделът обаче е отчетен като неуспешен и през 1981 година се създават В групите. Пловдивският регион е включен в състава на Югозападната В група, а „Партизанин“ е поканен за участие въпреки 8-ото си място в окръжната група в предишния шампионат. В регламента обаче е записано, че във В групите имат право да участват само футболисти до 23-годишна възраст, което слага край на кариерите на редица по-възрастни местни футболисти.
Първомайският отбор стартира добре в Югозападната В гупа. След 7-ия кръг нашите са на 5-о място, но в следващите 10 мача записват 9 загуби и едно равенство, с което се сриват до дъното. Стартът през пролетта е обнадеждяващ. В първите кръгове първомайци записват две гръмки победи с по 4:0 над „Тракия“ (Стамболийски) и „Крепост“ (Хисаря), но следва негативна серия, която оставя отбора на 17-ото място в крайното подреждане.

### Неуспешните години през 80-те на ХХ век
Завръщането на „Партизанин“ в окръжната група поставя началото на един мрачен период в клубната история. Цели 10 сезона първомайци се лутат из селските терени в региона, като дъното в тяхното представяне е през 1984/85 г., когато финишират 16-и от 17 участника в групата. За късмет изпадащ е единствено последният тим „Заря“ (Рогош). Неубедителен е и следващият сезон, когато „Партизанин“ остава 15-и от 18 отбора.
През 1985 година след редица реформи в българския футбол отборът приема името ФК „Първомай“.

### Възвръщане на старата слава
В края на 80-те се появява светлина над футболния небосклон в Първомай. Гръбнак от млади местни футболисти понася отбора напред. Сезонът 1988/89 година завършва с 4-то място, а през следващия ФК „Първомай“ убедително печели първото място в окръжната група, а с това и правото за участие в квалификациите за влизане в Югоизточната В група. Жребият отрежда за съперник силния тим на „Поморие“, който побеждава нашите и в двата мача с 4:1 и 3:1.
Въпреки неуспеха футболисти и треньори продължават да работят упорито и две години по-късно първомайският отбор, възвърнал родното си име „Борислав“, вече не може да бъде спрян. Тимът печели безапелационно първенството в окръжната група за сезона 1991/92 година с актив от 30 победи, 3 равенства и една-единствена загуба, а головата разлика е потресаваща – 132:25. През този сезон е регистрирана и рекордната победа в историята на клуба – на 8 март 1992 г. с 11:1 срещу „Сокол“ (Марково).
В квалификациите първомайци се изправят срещу отбора на „Твърдица“ и за всеобща изненада са пометени с 0:4 от скромния по предварителни данни противник. Броени дни след поражението обаче се оказва, че съставът на съперниците е бил подсилен с 5 – 6 футболисти от елитния тогава отбор на „Сливен“. Ръководството на „Борислав“ действа светкавично и подава контестация. В битката се включва и телевизията в лицето на известния спортен журналист Сашо Диков и пъзелът е разплетен. Изправени пред неопровержимите доказателства, отговорните фактори в БФС вземат единственото правилно решение и дисквалифицират отбора на „Твърдица“. Налага се да бъде изигран допълнителен мач за попълване на В групата между „Борислав“ и първенеца на старозагорска област „Бузовград“. Понесени от еуфорията, първомайци размазват противника с 6:1 и триумфално се завръщат в третия футболен ешелон на страната.

### Най-успешният сезон в най-новата история
„Борислав“ се включва в първенството на Югоизточната В група за сезона 1992/93 г.с две поредни гостувания и още в първия си домакински мач буквално размазва отбора на „Родопи“ (Момчилград) със 7:1. Момчетата на треньора Тенчо Тенев се оказват приятната изненада в групата. Първомайци влизат в ролята на арбитър в спора за първото място, като побеждават единия от двата лидера – „Марица“ (Пловдив) и в двата мача помежду им – 1:0 в Пловдив и 2:1 в Първомай.
През зимната пауза „Борислав“ играе контролна среща срещу силния отбор на „Ботев“ (Пловдив). Елитният противник е разбит с 3:0, а след края на мача гостите бързо си тръгват, пропускайки другарската вечеря, подготвена им от любезните домакини.
През пролетта нашите твърдо държат третото място в класирането, но накрая финишират четвърти, след загуба 0:1 от аутсайдера „Яворов“ в Чирпан, изпреварени от „Металик“ (Сопот), постигнал изненадващ успех срещу „Арда“ в Кърджали с 3:2.
Броени дни след края на първенството става ясно, че единната Б група се разформирова, а на нейно място се създават две Б групи. Така отборите, заели първите три места във В групите попълват втория ешелон и „Металик“ (Сопот) се оказват щастливци.
Наред с отличното представяне на „Борислав“ в първенството, нашите правят запомнящ се рейд и в турнира за Купата на България. В първия кръг на надпреварата съперник на първомайци е втородивизионният „Ботев“ (Враца), който е пометен с 3:0, а в реванша равенството 1:1 е достатъчно. На 16-финалите „Борислав“ вади късметлийски противник – „Металик“ (Сопот). Мачът в Сопот завършва наравно 1:1, а в Първомай нашите печелят с минималното 1:0. В осминафинала първомайските футболисти се изправят срещу отбор от А група – „Сливен“. Стъписани от името на противника, местните играчи отстъпват на своя стадион с 1:2.
Събрали кураж в реванша обаче, първомайци изиграват великолепен мач и побеждават елитния си съперник с 2:1 насред Сливен. В продълженията съдията Веселин Богданов побутва домакините. В края на първата част защитникът на „Борислав“ Йордан Трайков изритва с все сила топката напред и докато тя лети към вратата, реферът дава край на продължението, а коженото кълбо влетява в мрежата. В края на мача сливенските футболисти успяват да изравнят резултата 2:2 и слагат край на първомайските мечти.

### Достойно представяне във В група, въпреки трудностите
Преди началото на новото първенство сериозен катаклизъм разтърсва „Борислав“. Треньорът Тенчо Тенев, заедно с 10-има основни футболисти напускат клуба и преминават в Чирпан. Броени дни преди началото на шампионата се търсят нов треньор и футболисти. За наставник е назначен Петър Славов, който за кратко време създава боеспособен отбор, който се представя достойно и финишира на 5 място в крайното класиране.
През лятото на 1994 година „Борислав“ сключва спонсорски договор с пловдивската компания Бинго „Европа“. Новите спомоществуватели обаче се оказват с доста различни намерения и довеждат със себе си нов треньор и куп нови футболисти. Физиономията на местния клуб е изцяло променена. Това не се харесва на първомайската футболна общественост, която се надига и прогонва натрапниците. След куп перипетии отборът завършва на 7-о място.
Сезонът 1995/96 е изпълнен с противоречиви чувства. В първия кръг с 6:0 е пометен тимът на „Олимпик“ (Твърдица). После отборът лъкатуши, за да финишира 14-и от 18 отбора. Място, което го праща в четвърта дивизия.
През следващия сезон „Борислав“ участва в първенството на Зона „Пловдив“, която е между В група и окръжните групи и води битка за първото място с „Рубела“ (Рудозем). В последния кръг нашите губят с 0:3 директния двубой в Рудозем и остават на второто място, което обаче ги връща в Югоизточната В група.
В третия ешелон първомайци остават още два сезона. През 1997/98 отборът е воден от треньора Атанас Ангелов, който тотално отхвърля местните футболисти, водейки със себе си куп млади пловдивски състезатели със спорни качества. След доста трудни мачове тимът финишира 13-и, а Ангелов напуска.
Отбор от местни играчи започва новото първенство през 1998/99. Да спасяват положението са призовани няколко ветерани. Футболистите се борят мъжки и завършват достойно на 14-о място, което обаче не е достатъчно да запазят мястото си в групата.

### Краят и новото начало
Есента на 1999 година е безспорно най-черното петно в историята на ФК „Борислав“ (Първомай). Поради тоталната липса на финансиране тимът е разпуснат и за първи път от 1924 година градът ни няма футболен отбор. Това положение обаче се запазва само няколко месеца. След Нова година футболисти и деятели се събират и решават на пожар да сформират нов отбор. За броени дни тимът е съставен и се включва в първенството на окръжната група от средата му на мястото и с актива на пловдивския отбор „Кедър“. В крайното класиране нашите завършват на 6-о място, но в подреждането само от срещите през пролетта, първомайци са 4-ти.
Само за половин година след повторното си рождение, „Борислав“ вече притежава силен отбор. През сезона 2000/01 година нашите водят битка за първото място. Съперниците са стресирани. Първомайци вкарват 109 гола и печелят 29 от 36-те си мача. Отборът на Ягодово напуска терена при 8:0 за „Борислав“ и за статистиката крайното 11:0 остава като една от рекодрните победи. В последния кръг е разнебитен тимът на „Кричим“. При резултат 9:1 съдията спасява гостите от погром, като свири край на мача 11 минути преди изтичане на редовното време. И въпреки всичко „Борислав“ остава втори след отбора на „Скутаре“, който далеч не е по-силен отбор от първомайския.
През следващия сезон 2001/02 година обаче „Борислав“ не допуска изненада и прегазва конкуренцията. Първото място е завоювано с 26 победи, 7 равенства и едва 2 поражения при голова разлика 104:40. В баража за влизане във В група с 2:1 е победен отборът на „Хеброс“ (Харманли).
За жалост танцът на „Борислав“ във В група е последен през сезона 2002/03 година. Отборът е пред финансов крах. Трудно се намират средства дори за обезпечаване на разходите по организиране на мачовете. Въпреки всичко първомайци надскачат възможностите си и завършват на 14-о място в крайното класиране и се спасяват от изпадане. Преди началото на новото първенство обаче „Борислав“ доброволно се отказва от участие в Югоизточната В група и се завръща в окръжната.
Оттогава насам, 12 сезона „Борислав“ прекара в окръжната група, където не е историческото му място според статистиката. През тези години отборът спечели едно 2-ро и две 3-ти места. Веднъж взе участие в бараж за влизане във В група (2009 г.), загубен с 1:3 от „Димитровград“, а веднъж бе застрашен от изпадане.
Светъл лъч за възраждане на футбола в Първомай бе завоюваната промоция в Южоизточната В група през лятото на 2015 година, когато нашите се класираха на първо място в Областната група и победиха състава на „Верея“ (Ст. Загора) с 2:1 в баража.